# Eduarda Mansilla
Eduarda Damasia Mansilla (11 de diciembre de 1834 - 20 de diciembre de 1892) fue la primera novelista argentina. Una escritora y periodista argentina del siglo XIX, precursora en su género, cuya obra transcendió el ámbito nacional mereciendo el privilegio de ser traducida a otros idiomas. Es una de las primeras mujeres argentinas en haber logrado consideración por su labor literaria.

## Su nacimiento, sus padres y su educación
Nació en la ciudad de Buenos Aires, el 11 de diciembre de 1834. Pertenecía a una verdadera elite, tanto en lo social, como en lo político y cultural. Su madre era la hermana menor de Juan Manuel de Rosas, Agustina Ortiz de Rozas quien por su belleza y espiritualidad, mereció el elogio unánime de sus contemporáneos. Su padre fue el general Lucio Norberto Mansilla, importante figura pública. Eduarda era sin dudar, la sobrina predilecta de Rosas y brilló desde niña en la enorme casa de San Benito de Palermo, junto a su prima Manuelita Rosas, a su madre Agustinita y a su hermano, Lucio Victorio Mansilla.

## Su talento visto por sus contemporáneos
Al evocarla, Manuel Eugenio Montes de Oca le decía a su hijo: 

No la olvides nunca. Es una mujer de talento extraordinario, un alma exquisita [...] Resume en su mente el vigor de Madame de Staël, el estilo de Jorge Sand y la fantasía creadora de la Condesa de Pardo Bazán.

Domingo Faustino Sarmiento, en El Nacional, de abril de 1885 resume su obra:

Eduarda "ha pugnado diez años por abrirse las puertas cerradas a la mujer, por entrar como cualquier cronista o reportero en el cielo reservado a los escogidos (machos), hasta que al fin ha obtenido un boleto de entrada, a su riesgo peligro, como le sucedió a Juana Manso, a quien hicieron morir a alfilerazos porque estaba obesa y se ocupaba de la educación."

Por su parte, el poeta colombiano Rafael Pombo, dejó un bosquejo biográfico, prologando una de sus obras, en la que la recuerda diciendo, entre otras cosas: 

El cielo y la naturaleza han reunido efectivamente en la brillante personalidad de la señora de García las gracias y los dones que soliendo andar distribuidos de uno en uno, bastan a menudo para hacer la fortuna de quienes los poseen. Hay en ella un monopolio, que desmiente aquella consoladora teoría propalada por los necesitados y los feos, de que, según la constitución divina, dichos dones a semejanza de los cargos públicos y sus emolumentos, no son acumulables. Ella contradice igualmente la aserción de los naturalistas, de que las aves que mejor cantan son las de menos vistosa apariencia.

## Su obra literaria

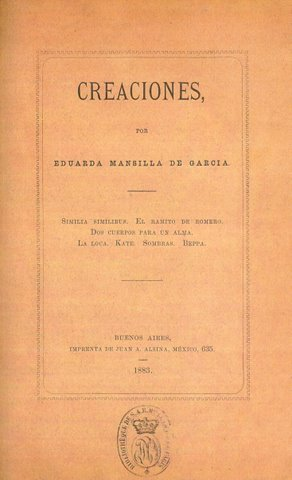
Portada de la obra de Eduarda Mansilla, titulada Creaciones publicada en el año 1883.

Sus obras abarcaron casi todos los géneros literarios, incursionando con verdadera en la novela, el drama, obras de teatro, ensayos filosóficos, artículos periodísticos de diversa temática y la crítica musical.
Su primera obra literaria fue una novela: El médico de San Luis editada en Buenos Aires en 1860 y firmada bajo el seudónimo de Daniel, lo que la convierte en la primera novelista argentina. Esta obra de urdimbre elemental, comienza a mostrarnos a una sagaz literata que describe ambientes con maestría –vida provinciana hacia 1860- y que diseña caracteres con la sapiencia de una experimentada escritora.
En el mismo año publicó una segunda novela: Lucía Miranda, dedicada al personaje femenino del fuerte de Sancti Spiritu, primer asentamiento europeo en Argentina, también firmada bajo el seudónimo de Daniel y que, al ser reeditada en 1882, mereció el elogio del publicista estadounidense Caleb Chusing:

Se ve que la obra es de un autor joven, pero que posee cualidades de invención y de imaginación, unidas a ese gran vigor de concepción y de descripción gráfica, que en tal alto grado distingue a la más madura obra de Pablo.

Posteriormente editó en París, una novela en francés titulada: “Pablo ou la vie dans les pampas”, que originariamente fue editada como folletín en la revista “L’artiste" y posteriormente en libro. La obra fue elogiada por Victor Hugo a quien le impresiona la novela y le escribe cálidos elogios, expresando:

Su libro me ha cautivado. Yo le debo horas cautivantes y buenas. Usted me ha mostrado un mundo desconocido.Escribe una excelente lengua francesa, y resulta de profundo interés ver su pensamiento americano traducirse en nuestro lenguaje europeo. Hay en su novela un drama y un paisaje: el paisaje es grandioso, el drama es conmovedor, Se lo agradezco señora, y rindo a sus pies mis homenajes.

Por su parte Edouard Laboulaye, en una carta referida a la novela le expresa:

Vuestro Pablo me ha proporcionado uno de los goces más vivos que puede proporcionar un libro;me ha hecho vivir en un país que no he visto nunca, que probablemente no veré jamás; me ha hecho comprender sentimientos y pasiones que no tienen ni el mismo ardor ni el mismo aspecto bajo nuestro frío clima . En dos palabras vuestra novela, tiene un sabor completamente español y americano; vese en ella la Pampa, su inexorable serenidad durante el día, su animación durante la noche; Pablo, su amada y su madre despiertan verdadero interés; se vive con el gaucho malo, y sale uno de la vida común y del fastidio de todos los días.

Otros escritores franceses, elogiaron con entusiasmo esta obra, que algunos consideran como las más importante de Eduarda y que tiene la particularidad de ser la primera novela publicada por una escritora argentina en Francia en francés. Fue traducida al castellano por su hermano Lucio Victorio Mansilla y publicada en el diario La Tribuna en capítulos. Pese a no tener un conocimiento directa de la vida en las pampas, Eduarda trazó un paisaje histórico costumbrista de gran valía. Como expresa Noemí Vergara de Bietti:

Pese a su atavío francés y al lugar distante donde fue concebida, Pablo o la vida en las pampas, novela de asunto histórico y ambiente gauchesco es “apasionadamente argentina” el romance de la vida de nuestros campos en los días felices en que la autora respiraba el aire de su tierra. Nada revela el afán de esnobismo que pudiera presumirse en una novela sobre el país, escrita en otro idioma.

Según María Rosa Lojo:

Si siempre se consideró a Una excursión a los indios ranqueles –1870 -, de Lucio Victorio Mansilla, como el texto precursor del Martín Fierro -1872- por la fuerte apuesta a favor de los “hijos de la tierra”, por la inclusión de episodios que prefiguran las desdichas de Fierro (los gauchos perseguidos que se asilan entre los indios y con los que dialoga el narrador), bien puede decirse que Eduarda se adelanta a su hermano en el género.

Continuó su obra literaria con Recuerdos de Viaje, «un libro excelente», según Sarmiento, «inspirado como los demás en una razón madura, un corazón joven, el sentimiento de lo bello y la solicitud de lo artístico»; posteriormente, encara una obra teatral de tono dramático, titulada: La Marquesa de Altamira luego, Creaciones una compilación de distintos intentos literarios, que comprende desde una comedia en un acto «simila similibus», hasta un par de cuentos fantásticos: El Ramito de romero y Dos cuerpos en un alma, que harían las delicias de Edgar Allan Poe y su última novela publicada en 1855, titulada Un amor.
Su vasta obra, su condición de precursora en el género y su excelencia literaria fueron por mucho tiempo olvidados hasta que, a partir de la segunda mitad del siglo XX, un gran número de investigadores han estudiado sus trabajos literarios y musicales y han revalorizado su trabajo. Entre otros: María Rosa Lojo, Néstor Tomás Auza, Lily Sosa de Newton, Graciela Batticuore, María Sáenz Quesada, David Viñas, Beatriz Bosch, María Verónica Rossi, Bonnie Frederick, Juan María Veniard, Lea Fletcher, Marina L. Guidotti, Claudia Torres, Juan Pablo Spicer-Escalante, Noemí Vergara de Bietti, Soledad Vallejo,etc.

## Precursora de las letras argentinas y pionera en el género de Cuentos Infantiles
Junto a Juana Manso y Juana Manuela Gorriti, ostenta el privilegio de ser una de las primeras escritoras argentinas y pionera en el género de cuentos infantiles. Eduarda Mansilla da a conocer cuentos primera obra literaria del género cuentos infantiles publicada en la Argentina, que incluye siete cuentos infantiles, un relato supuestamente biográfico -"Tío Antonio"- y un artículo de costumbres -"Pascua"- sobre los festejos navideños en Estados Unidos y París. La propia Eduarda Mansilla, en el prólogo, se enorgullece de ser una de las pioneras de las letras argentinas para niños. La obra mereció un cálido elogio por parte de Domingo Faustino Sarmiento, quien le dedica un extenso artículo en El Nacional.

## Su trabajo periodístico
Colaboró con diversos medios periodísticos, utilizando su nombre o seudónimos tales como “Daniel” o “Alvar”. Sus escritos se pueden encontrar en: “La Flor del aire”, donde escribía en la “Sección de Teatro”, en la Revista El Alba, La Gaceta Musical, El Plata Ilustrado -1871-1873 -, donde tenía a su cargo la más femenina de las secciones: "Modas". En el mismo periódico podemos encontrar sus artículos bajo el sugestivo título de "Hojas sueltas", donde plasmaba sus ideas en todo cuanto consideraba de interés y consideraba necesario verter su opinión: críticas de costumbres, juicios de carácter moral, reseñas sociales, descripciones de la ciudad, etc.

## Su talento musical
Cultivó la música con pasión y perfeccionó sus conocimientos con los más grandes maestros de la época;
Antón Rubinstein, Charles Gounod, Jules Massenet y otros que formaban el círculo de sus amigos y ante ellos en Norteamérica y París y otras grandes capitales del Viejo Mundo dio muestras de sus conocimientos musicales.
Poseía una voz incomparable y ejecutaba piezas en piano con verdadera maestría. Cantaba en cuatro idiomas. Tenía gran amistad con Marietta Alboni, célebre contralto y con el tenor Enrico Tamberlick, al cual debe probablemente algo de su exquisito criterio lírico. Compuso varias obras para canto y piano y escribió muy interesantes críticas en La Gaceta Musical, primera publicación argentina dedicada a esta actividad artística. 
En los últimos años, se ha reeditado gran parte de su obra literaria con aportes de gran valía. También buena parte de su artículos periódisticos, pese a que en su testamento Doña Eduarda, pidió expresamente que no se lo hiciera. Su obra musical aún espera ser rescatada del olvido. 

## Su matrimonio, sus hijos, su familia
Contrajo matrimonio en la Iglesia de San Miguel Aráncargel de la ciudad de Buenos Aires, el 11 de enero de 1855 - Libro año 1855, folio 66 -, con Don Manuel Rafael García Aguirre, destacado jurista y diplomático argentino, hijo del estadista y diplomático Manuel José García, quien era un leal opositor de Juan Manuel de Rosas pese al parentesco de su mujer Doña Manuela de Aguirre y Alonso de Lajarrota, con los Ortiz de Rozas. Bendijo la unión el presbítero José León Benegas, siendo sus padrinos el general Lucio Norberto Mansilla  y su suegra Manuela de Aguirre y Alonso de Lajarreta. La prensa saludó el evento con el pomposo título de «la unión de Romeo y Julieta» cosa que no se ajusta a la verdad histórica.
Sus hijos, Eduarda, Manuel José, Rafael, Daniel, Eduardo, Santiago  y Carlos, por expreso pedido de sus padres al morir Don Juan Manuel de Rosas, en 1877, unieron para siempre, los apellidos paterno y materno mediante un guion, conformando la familia hoy apellidada García-Mansilla, como un símbolo de la necesaria hermandad entre los argentinos. Son los únicos descendientes de la escritora en la actualidad.
Acompañando a su marido, recorrió las grandes ciudades de Europa y Estados Unidos, lo que le permitió conocer la idiosincrasia de cada país y sus bellezas naturales, pero fundamentalmente formar parte de un mundo de elevado nivel intelectual y artístico, en el que se desenvolvió con la naturalidad de una mujer nacida para tal fin y que por frecuentar lo más elevado del mundo de la cultura, le permitió crecer como artista e influir en su estilo.
Su familia frecuentó y fue amiga dilecta de grandes hombres. En Estados Unidos, de los presidentes, Abraham Lincoln y el general Ulysses Grant, quien le obsequió su retrato grabado, del poeta Henry Wadsworth Longfellow, quien le dedicó algunos versos, del historiador John Lothrop Motley, el destacado poeta colombiano Rafael Pombo,  el Secretario de Estado Hamilton Fish, los nietos del rey Luis Felipe de Francia, Luis Felipe de Orleans, Conde de París y su hermano el duque de Chartres, Roberto de Orleans y muchos otros.
Consagrada en el mundo de las letras, llegó a Europa por segunda vez, y durante ocho años su salón brilló con la presencia de Victor Hugo, Thiers, Alejandro Dumas, Arsène Houssaye, Jules Janin, François Coppée, Jules Massenet, Eduardo Laboulaye, entre muchos otros.
La corte de Napoleón III y su mujer Eugenia de Montijo, muy cercana a  su padre el general Lucio Norberto Mansilla y presentada por éste al Emperador, eran el ámbito en que desarrollaban su vida diplomática. Francisco José de Austria y su mujer Sissi (nacida Isabel de Baviera), los recibieron con afecto en la rígida corte de los Habsburgos.
Consciente que el medio en que luchaba por imponerse estaba destinado a los hombres, apoyada por su marido, empleó sus medios económicos para publicar su creación literaria y lograr el conocimiento público de sus obras y la búsqueda de la crítica que le permitiera crecer como literata. Fue una de las pocas escritoras argentinas del siglo XIX que tuvo la posibilidad y el privilegio de publicar sus trabajos.

## Su fallecimiento
Falleció en Buenos Aires, a los cincuenta y ocho años de edad, de una dolencia al corazón, el 20 de diciembre de 1892. Se realizó un gran funeral en la Catedral Metropolitana de Buenos Aires, al que asistieron numerosas personalidades de la Argentina.

## Obras de Eduarda Mansilla
- El médico de San Luis (1860) Primera edición, publicada bajo el seudónimo de Daniel. Imprenta de La Paz. Segunda edición bajo el nombre de Eduarda Mansilla de García (1879) con prólogo de Rafael Pombo. Buenos Aires: La Biblioteca Popular de Buenos Aires: Librería Editora de Enrique Navarro Viola.

- Lucía Miranda. Novela sacada de la Historia Argentina (1860) Primera edición, publicada bajo el seudónimo de Daniel. Buenos Aires: Imprenta La Tribuna. Segunda edición bajo el nombre de Eduarda Mansilla de García publicada en folletín en el diario La Tribuna (1860). Tercera edición (1882) Buenos Aires: Imprenta de Juan A. Alsina.
- Pablo, ou la vie dans les Pampas. (1869) París. Lachaud. Pablo, versión digital, Biblioteca Nacional de Francia
- Cuentos (1880) Buenos Aires: Imprenta de la República.
- Recuerdos de viaje (1882).
- Creaciones (1883) Buenos Aires.
- Un amor (1885) Buenos Aires: Imprenta El Diario.
- Los Carpani (1883) Drama social en cuatro actos y en prosa. Representado el 1 de junio de 1883 en el Teatro de la Opera.
- La marquesa de Altamira (1881) Drama en tres actos y un prólogo, representado en Buenos Aires en 1881.
- Ajenas culpas (1883).
- El Testamento (1885) Drama en prosa.
- La Batalla de Santa Rosa.
- Marta (1873) Novela inédita.
- Cuentos fantásticos (1874) Inédito.

### Composiciones musicales para canto y piano
- Une larme (Romanza) Sobre letra de Alfonso de Lamartine. Washington D. C. W.C.Metzert. Edición bilingüe francesa e inglesa.
- Légende (Canción).
- Espoir en Dieu (Canción) Sobre letra de Victor Hugo. París, L. Bathlot.
- Cantares Sobre letra de Adolfo Mitre (1882).
- Octobre (Romanza, con letra de François Coppée).
- Brunette (Balada). Buenos Aires, F. P. Rodríguez. (1882).
- Yo no sé si te quiero (Canción sudamericana) Buenos Aires: F. P. Rodríguez. (1882).
- Se alquila (Bolero para canto).